# Movimiento Unitario Nacional de Trabajadores
El Movimiento Unitario Nacional de Trabajadores (MUNT) fue una orgánica sindical chilena, creada el 18 de junio de 1950 y disuelta en 1953 al crearse la Central Única de Trabajadores de Chile.
Inicialmente se formó a partir de la confluencia de 12 organizaciones sindicales, de composición principalmente anarcosindicalista y comunista, como la Federación Obrera Nacional de Trabajadores del Cuero y el Calzado (FONACC), la Federación Minera, la Federación del Dulce, la Federación Metalúrgica, la Unión de Resistencia de Estucadores y la Federación de Trabajadores de la Construcción. La influencia anarcosindicalista no fue menor, pues el secretario general del MUNT, fue Ernesto Miranda. Sin embargo, al comienzo también destacaba el dirigente comunista Ildefonso Alemán. Es probable que después estos últimos hayan abandonado el MUNT, transformándose en una organización predominantemente anarcosindicalista.

## CUT
El MUNT constituyó uno de los pilares de la CUT de 1953. A modo de ejemplo, tómese lo expresado por los historiadores Mario Garcés y Pedro Milos en su trabajo Los sucesos de Chicago y el Primero de mayo en Chile, sobre el acto realizado para aquella recordada fecha de la clase trabajadora, el año 1951, en Santiago de Chile, apuntan: "..en esos años se hacían grandes esfuerzos para reconstruir la unidad del movimiento popular. Para tales efectos se había constituido en 1950 el MUNT. Este organización fue la que convocó la celebración del Primero de mayo de 1951, de manera unitaria". (página 49). En este acto efectuado en la Plaza Artesanos concurrieron más de 30.000 personas.
De igual forma, Jorge Barría anota sobre el MUNT: "Su posición apartidista en lo político, su ausencia en los conflictos que produjeron la división sindical, y su énfasis en el sindicalismo como instrumento de lucha, le da al MUNT cierta autoridad moral en la lucha pro unidad sindical, con la que rompen el aislamiento que durante años mantuviera el movimiento anarcosindicalista". (Historia de la CUT, 1971).
En todo caso, la presencia anarcosindicalista en la CUT tuvo una limitada representación y alcanzó a obtener, en 1953, solo 3 representantes al Consejo Directivo Nacional de un total de 25.
De este modo el sindicalismo hizo que cambiara radicalmente el pensamiento de las personas y así surgieron los nuevos revolucionarios. Por tanto no cabe la duda del inicio fructuoso de los revolucionarios.